# Lawrence Gushee
Lawrence „Larry“ Gushee (* 25. Februar 1931 in Ridley Park bei Philadelphia in Pennsylvania; † 6. Januar 2015 in Urbana, Illinois) war ein US-amerikanischer Musikwissenschaftler, der sich u. a. mit der Musik des Mittelalters und frühem Jazz beschäftigte.
Gushee studierte am Haverford College, der Yale University, der Universität Dijon und der Manhattan School of Music. Er promovierte 1959 in Yale (über einen Musiktheoretiker des 9. Jahrhunderts, „The Musica Disciplina of Aurelianus Reomensis: a critical edition and commentory“) und lehrte an der University of Wisconsin in Madison, Yale und der University of Illinois at Urbana-Champaign, wo er Professor Emeritus wurde.
Gushee war zweimal Guggenheim Fellow, einmal um in Europa Quellen mittelalterlicher Musik zu studieren, ein weiteres Mal für Forschungen zum frühen Jazz. Eines seiner Spezialgebiete war die Musik des 14. Jahrhunderts in Frankreich; er galt aber auch als einer der führenden Fachleute für frühen Jazz. Insbesondere untersuchte er die Rolle der Creole Jazz Band von Freddie Keppard für die Ausbreitung des Jazz auf Vaudeville-Tourneen in der Zeit von 1914 bis 1918, bevor sie sich in Chicago niederließen.
Gushee spielte auch Traditional Jazz- und Ragtime-Musik als Klarinettist im „New Golden Rule Orchestra“.

## Schriften
- Pioneers of Jazz – the story of the Creole Band, Oxford University Press 2005, ISBN 0195161319
- Ergänzung und Herausgabe der Neuauflage von Lomax „Mr. Jelly Roll – The Fortunes of Jelly Roll Morton“, University of California Press